# Меуригіт-Na
Меуригіт-Na (англ. meurigite-Na) — мінерал класу фосфатів, арсенатів та ванадатів.

## Опис мінералу
Аналог меуригіту-К.
Хімічна формула: [Na(H2O)2.5][Fe3+8(PO4)6(OH)7(H2O)4].
Названий на честь професора John Meurig Thomas — професор кристалохімії в Кембриджі, Велика Британія.